# La grande vallata (film)
La grande vallata è un film del 1961 diretto da Angelo Dorigo.

## Trama
Un prepotente e ricco proprietario terriero, con autorità e arroganza spadroneggia in tutta la grande vallata; dominando tutti. Un bracciante di nome Stefano, vittima del ricco proprietario viene allontanato e licenziato perché vuole sposare Maria. Quest'ultima, sedotta viene uccisa dal proprietario terriero. Stefano per vendicarsi organizza una partita di caccia, ma il proprietario terriero si fa accompagnare da un suo uomo di fiducia per fargli sparare alle spalle. Stefano che è solo ferito fa precipitare l'aggressore in un dirupo. Il proprietario terriero fa ricadere la responsabilità su Stefano che a causa di queste falsità è ricercato. Stefano a questo punto accetta protezione dai banditi che vivono catturando il bestiame nella vallata. Stefano, i banditi ed altri dipendenti saccheggiano ed incendiano la tenuta del proprietario terriero il quale tenta di scappare ma è raggiunto dai suoi nemici che lo gettano in un forno acceso. Stefano alla fine muore colpito da un colpo di pistola.